# 中央社会主义学院
中央社会主义学院（英語：The Central Institute of Socialism），简称中央社院，原名社会主义学院，成立于1956年，是中国共产党领导的统一战线性质的政治学院；由中国的民主党派和无党派人士联合主办，也是民主党派培养党务干部的最高学府。设在北京，教职工150人。现任校长为武维华。

## 校史
1956年，在借鉴“中共有党校，共青团有团校”的情况下，民主党派人士向中共中央统战部提出“民主人士也应有一所学习政治理论的学校”；并获得中共中央主席毛泽东的支持。当年10月15日，在全国政协礼堂举行“社会主义学院”第一期学习班开学典礼，宣布“社会主义学院”正式成立。吴玉章为社会主义学院第一任校长。
1960年7月18日，因地方“社会主义学院”普遍成立的情况，原“社会主义学院”改称“中央社会主义学院”。
1965年7月10日，在第六期学习班结业后，中央社会主义学院全体干部下派到农村参加“社会主义教育运动”（即“四清运动”），学院因此暂停招生。此后，因为文化大革命的关系，中央社会主义学院继续被迫停办。
文革结束后，在一些政协委员的呼吁下，中共中央书记处于1982年2月决定恢复中央社会主义学院。1983年11月7日，中央社会主义学院在停办17年后，首次举行开学典礼。
1997年初，中共中央批准成立“中华文化学院”，与中央社会主义学院一个实体两块牌子。2004年，经中央机构编制委员会办公室批准，中央社会主义学院加挂“中华文化学院”牌子。中华文化学院的任务是贯彻“和平统一，一国两制”的方针，以中华文化为纽带，以港澳台同胞和海外华人、华侨、国际友好人士为对象。

## 机构设置

### 内设机构
- 院办公室
  - 综合处
  - 秘书处
  - 宣传处
  - 信息化工作处
- 教务部
  - 教务一处
  - 教务二处
  - 教务三处（培训中心）
  - 教学研究教材处
- 培训部
  - 学员一处
  - 学员二处
  - 学员三处
- 科研部
  - 科研管理处（图书馆）
  - 项目处
  - 研究处
  - 学报编辑部
- 人事部
  - 人事处
  - 师资处
  - 老干部处
- 行政事务管理部
  - 综合处
  - 财务处
  - 资产管理处
- 马克思主义理论教研部
  - 马克思主义基本原理教研室
  - 马克思主义中国化研究教研室
  - 中共党史党建教研室
- 统战理论教研部
  - 统战理论与政策教研室
  - 政党制度教研室
  - 民族宗教理论教研室
  - 新阶层新群体统战教研室
- 中华文化教研部
  - 文化传承发展教研室
  - 文化国家传播教研室
  - 港澳台文化交流教研室
- 研究生院
  - 招生办公室
  - 学生管理处
- 机关党委
  - 党群工作处
  - 纪检处

### 直属单位
- 中央社会主义学院服务中心
  - 办公室
  - 物业管理部
  - 综合服务部

## 历任领导
| 院长 1. 吴玉章（1956年9月－1966年12月，中共籍） 2. 孙晓村（1983年9月－1991年5月，民建籍） 3. 杨纪珂（1991年6月29日－1999年3月，致公党籍） 4. 何鲁丽（1999年3月－2008年10月，民革籍） 5. 严隽琪（2008年10月－2019年8月，民进籍） 6. 郝明金（2019年8月－2025年3月，民建籍） 7. 武维华（2025年3月－，九三学社籍） | 党组书记 1. 聂真（1957年8月－1966年） 2. 江云（1985年6月－1987年8月） 3. 李定（1987年8月－1991年4月） 4. 宋堃（1991年4月－1995年3月） 5. 刘延东（1995年3月－2003年4月） 6. 楼志豪（2003年4月－2009年9月） 7. 叶小文（2009年9月－2015年12月） 8. 潘岳（2016年3月－2020年10月） 9. 吉林（2021年6月－2024年9月） 10. 黄守宏（2024年9月－，正部长级，兼第一副院长） |

| 第一副院长 ...... - 黄守宏（2024年9月－，党组书记（正部长级）兼） 副院长 ...... - 邵鸿（2008年10月－2019年9月，九三学社籍） - 姚植传（2024年11月－，党组副书记（副部长级）兼） - 张伯军（2019年9月－，民革籍，2025年8月明确为副部长级） - 张天昱（2024年－） - 徐永全（2025年8月－） 秘书长 ...... - 王京治（？－2013年） - 王金宝（2013年9月－2014年11月） - 徐永全（2016年9月－2025年8月） 教务长 ...... - 徐绍刚（2020年10月－） | 党组副书记 ...... - 姚植传（2024年11月－，副部长级，兼副院长） |